# (100133) Démosthène
(100133) Démosthène, désignation internationale (100133) Demosthenes, est un astéroïde de la ceinture principale.

## Description
(100133) Démosthène est un astéroïde de la ceinture principale. Il fut découvert par Eric Walter Elst le 15 septembre 1995 à l'ESO. Il présente une orbite caractérisée par un demi-grand axe de 3,94 UA, une excentricité de 0,206 et une inclinaison de 2,56° par rapport à l'écliptique.
Il fut nommé en hommage à Démosthène (384-322 apr. J.-C.),  homme d'État athénien et célèbre orateur.

## Compléments